# Hauts de Chartreuse
Hauts de Chartreuse este o arie protejată (sit de importanță comunitară — SCI) din Franța întinsă pe o suprafață de 4.423 ha, integral pe uscat.

## Localizare
Centrul sitului Hauts de Chartreuse este situat la coordonatele 45°23′32″N 5°53′18″E / 45.3923°N 5.88822°E.

## Înființare
Situl Hauts de Chartreuse a fost declarat arie specială de conservare în baza directivei 92/43 din 1992 referitoare la conservarea habitatelor naturale și a faunei și florei sălbatice pentru a proteja 3 specii de plante și 8 specii de animale.

## Biodiversitate
Situată în ecoregiunea alpină, aria protejată conține 20 de habitate naturale: Pajiști alpine și boreale, Fânețe montane, Mlaștini alcaline, Pante stâncoase calcaroase cu vegetație casmofită, Lespezi calcaroase, Păduri de fag Asperulo-Fagetum, Păduri de fag din Europa Centrală dezvoltate pe sol calcaros cu Cephalanthero-Fagion, Păduri pe pante, grohotișuri și ravene de Tilio-Acerion, Păduri aluvionare cu Alnus glutinosa și Fraxinus excelsior (Alno-Padion, Alnion incanae, Salicion albae), Păduri acidofile de Picea de la nivel montan la nivel alpin (Vaccinio-Piceetea), Păduri de fag subalpine medio-europene cu Acer și Rumex arifolius, Pajiști alpine și subalpine calcaroase, Formațiuni de Juniperus communis pe lande sau pajiști calcaroase, Pajiști cu Molinia pe soluri calcaroase, turboase sau argilos-nămoloase (Molinion caeruleae), Izvoare petrifiante cu formare de travertin (Cratoneurion), Grohotișuri calcaroase și de șisturi calcaroase de la nivelul montan până la nivelul alpin (Thlaspietea rotundifolii), Grohotișuri termofile și vest-mediteraneene, Liziere de ierburi înalte hidrofile de câmpie și de nivel montan până la alpin, Păduri de fag Luzulo-Fagetum, Păduri montane și subalpine de Pinus uncinata (* dezvoltate pe substrat gipsos sau calcaros).
La baza desemnării sitului se află mai multe specii protejate:
- plante (3): Buxbaumia viridis, papucul doamnei (Cypripedium calceolus), Eryngium alpinum
- mamifere (6): liliac cârn (Barbastella barbastellus), râs eurasiatic (Lynx lynx), liliac cu urechi mari (Myotis bechsteinii), liliac comun (Myotis myotis), liliacul mare cu potcoavă (Rhinolophus ferrumequinum), liliacul mic cu potcoavă (Rhinolophus hipposideros)
- nevertebrate (2): Coenonympha oedippus, Rosalia alpina

Pe lângă speciile protejate, pe teritoriul sitului au mai fost identificate 13 specii de plante, 4 specii de amfibieni, 5 specii de reptile.